# 苗劉兵變
苗劉兵變，又稱劉苗之變、明受之變，是建炎三年（1129年）由苗傅和劉正彥發動，誅殺宋高宗趙構寵幸的權臣及宦官以清君側，並逼迫宋高宗將皇位禪讓給三歲的皇太子趙旉的兵變。兵變消息傳出後，苗、劉二人沒有採取進一步的措施，各地將領紛紛採取勤王平亂的立場出兵鎮壓，苗傅和劉正彥見局勢失去控制，連忙奉宋高宗復辟，最後兩人被打敗，在建康被寸斬。

## 背景
建炎元年（1127年），宋徽宗赵佶第九子赵构響應國家抗金情緒，即位於宋金前線的应天府（宋朝南京，今河南商丘，非今江苏省南京市），史称宋高宗。
赵构即位以來，寵幸宣政使、金州觀察使、入內侍省押班康履等宦官，他們驕奢作亂，引起許多人的不滿。向德軍節度使王淵受高宗寵幸、與宦官勾結而節節高升，當上御營使司都統制及簽書樞密院事，聚斂錢財，搜刮民脂民膏。建炎三年（1129年）二月金兵進攻時，他慌忙建議從應天府逃到揚州再到鎮江的高宗逃到杭州（名義上是巡視），他本人負責斷後，卻把戰船拿來運送自己的財寶，致使數萬宋兵及戰馬失陷敵營，當時老百姓便耳語相傳「船上的財寶都是王淵在平定陳通時，濫殺富人搜刮而來的」。而行軍過程中，康履等宦官作威作福，強占民宅。隨軍的苗傅憤恨不平地說：「陛下顛沛流離至此，那些人居然還敢如此。」手下張逵也激怒軍士：「若能殺死王淵及那群宦官，則大家都可以過好日子，朝廷又怎麼會加罪於我們呢？」
這時只有苗傅的軍隊護衛在杭州的高宗，韓世忠、張俊、楊沂中、劉光世等都分守其他要害，為政變提供了良好的條件。
王淵的過錯本应受到嚴厲處罰，但因他交結宦官，高宗只免了他樞密使的職位，沒有作其他嚴厲的處分，激起許多軍官及士大夫的不滿。扈從統制、武功大夫、鼎州團練使苗傅自負其家族功勞很大，不滿王淵扶搖直上；武功大夫、威州刺史劉正彥雖是王淵提拔的，卻也不滿王淵徵召他的士兵，兩人都不滿王淵和宦官的作威作福，便在軍中散播不滿的情緒，由於軍中大多是華北人，也厭惡宦官，因此二人得到了很多人的響應。苗傅與幕僚中大夫王世修及王鈞甫、張逵、馬柔吉率領的「赤心軍」議定，先殺了王淵，再除去宦官。苗傅告知王淵臨安縣境有盜賊，希望王淵同意他出動部隊。
這時，宦官康履的侍從得到密報，有一張疑似欲兵變造反的文書，上頭有「統制官田押，統制官金押」的押字字眼，「田」就是「苗」，「金」就是「劉」的代號，康履密報高宗，高宗要他找來宰相朱勝非，並使他通知王淵，康履表示，苗傅等人近來聚集在天竺寺附近，現在終於知道了他們的企圖，並告知王淵苗、劉所謂「郊外有賊」是讓士兵出外的借口，於是當晚王淵埋伏了五百精兵在天竺寺外，城中驚慌，居民皆閉門不敢出入。

## 过程

### 兵變
隔天，苗傅和劉正彥在城北橋下埋伏兵士，等王淵退朝時，將其拖下馬，劉正彥將其親手殺死，隨後包圍了康履的住處，大肆捕殺宦官，並掛著王淵的首級，率軍進圍皇宮，兵臨城下，這時高宗也慢慢得悉叛亂的消息，守宮門的中軍統制吳湛和叛軍私通，引導苗傅的手下進城，高喊「苗傅不負國，只為天下除害。」知杭州事康允之帶著百官，請宋高宗到城樓上安定軍民，否則無法停止叛亂。高宗登上城樓，憑欄問苗傅帶兵造反的原因，苗傅見了高宗，仍然山呼下拜，隨即厲聲指責高宗信任宦官，結交宦官就可獲得高位，汪伯彥、黃潛善昏庸誤國卻尚未流放，王淵遇敵時不能有效抵抗，卻因結交康履而得到樞密的高位，自己立功不少，卻僅官至遙郡團練使，並表示已經殺了王淵，並捕殺了在外的宦官，脅迫高宗殺了康履、藍珪、曾擇三個最親近的宦官以謝三軍，高宗回答，若宦官有過錯可將他們流放海島，並隨即任命苗傅為承宣使及御營使司都統制，劉正彥為觀察使及御營使司副都統制，希望政變就此平息。但是叛軍並未退去，苗傅還高喊如果他只想升官，只要連絡宦官就好了，何必來此？高宗詢問身邊近臣的意見，主管兩浙西路安撫使司機宜文字時希孟說災禍是由宦官造成的，若不把宦官全殺了就無法平息，高宗下不了手，軍器監葉宗諤說：「陛下何必珍惜康履？」高宗只好用竹籃將康履垂吊下城交給叛軍，馬上遭到叛軍腰斬。苗、劉等又在城下喊道：「陛下的地位來路不正，以後如果欽宗歸來，將何以自處？」
高宗派宰相朱勝非下城和叛軍談判，苗傅等請求隆祐太后來垂簾聽政以及與金國議和，高宗答應，下詔請隆祐太后垂簾聽政，苗、劉二人聽詔拒絕下拜，進一步要求高宗退位，策立年僅三歲的皇子魏国公趙旉為帝，張逵還引用《孟子》「民為貴，社稷次之，君為輕」的說法，要求今日之事應以社稷百姓為重，並表示已有宋徽宗的先例。群臣議論紛紛，有的支持高宗接受退位的條件，有的大力斥責叛軍，當時天氣寒冷，高宗坐在城樓沒有被褥的竹椅上，派人去請太后時，就立楹一側而不就坐，百官請他上坐，他則表示「我已經不配坐這個座位了」。
不久，隆祐太后前來，不願登樓，希望直接出城安撫叛軍，百官皆認為此舉危險，擔心叛軍挾持太后，朱勝非獨力排眾議，說明叛軍必不敢如此，反而可藉此看出他們的企圖。於是太后乘轎出城，苗、劉下拜說：「百姓無辜，生靈塗炭，希望太后出來穩定局面。」太后緩頰：「道君皇帝（徽宗）任用蔡京、王黼等奸臣，隨意更改祖宗法度，童貫又妄圖與金聯合滅遼國，才造成了今日的局面，跟今上皇帝有甚麼關係？當今皇帝神聖孝明，只是被汪伯彥、黃潛善所貽誤，現在兩人也都被放逐了，兩位統制難道不知道？」苗傅強硬地說：「我們已經討論好了，不可猶豫。」太后說：「既然如此，那我和當今聖上一同執政。」苗傅卻堅持要廢掉高宗，策立幼子赵旉，太后表示就算是承平之時，以一婦人和幼子也難以執政，更何況當時正值與金國的戰爭，苗傅等則軟硬兼施，先是說如果太后不從，他們要當場解衣就戮，後來又威脅三軍可能生變，並要求在場的宰相朱勝非表達意見，朱勝非無法回答，正好高宗派顏岐前來，奏太后說：「陛下已經同意了叛軍的條件，請太后下詔。」太后仍不願意，苗傅等脅迫太后趕緊決定，言語更加不客氣。

### 高宗禪位

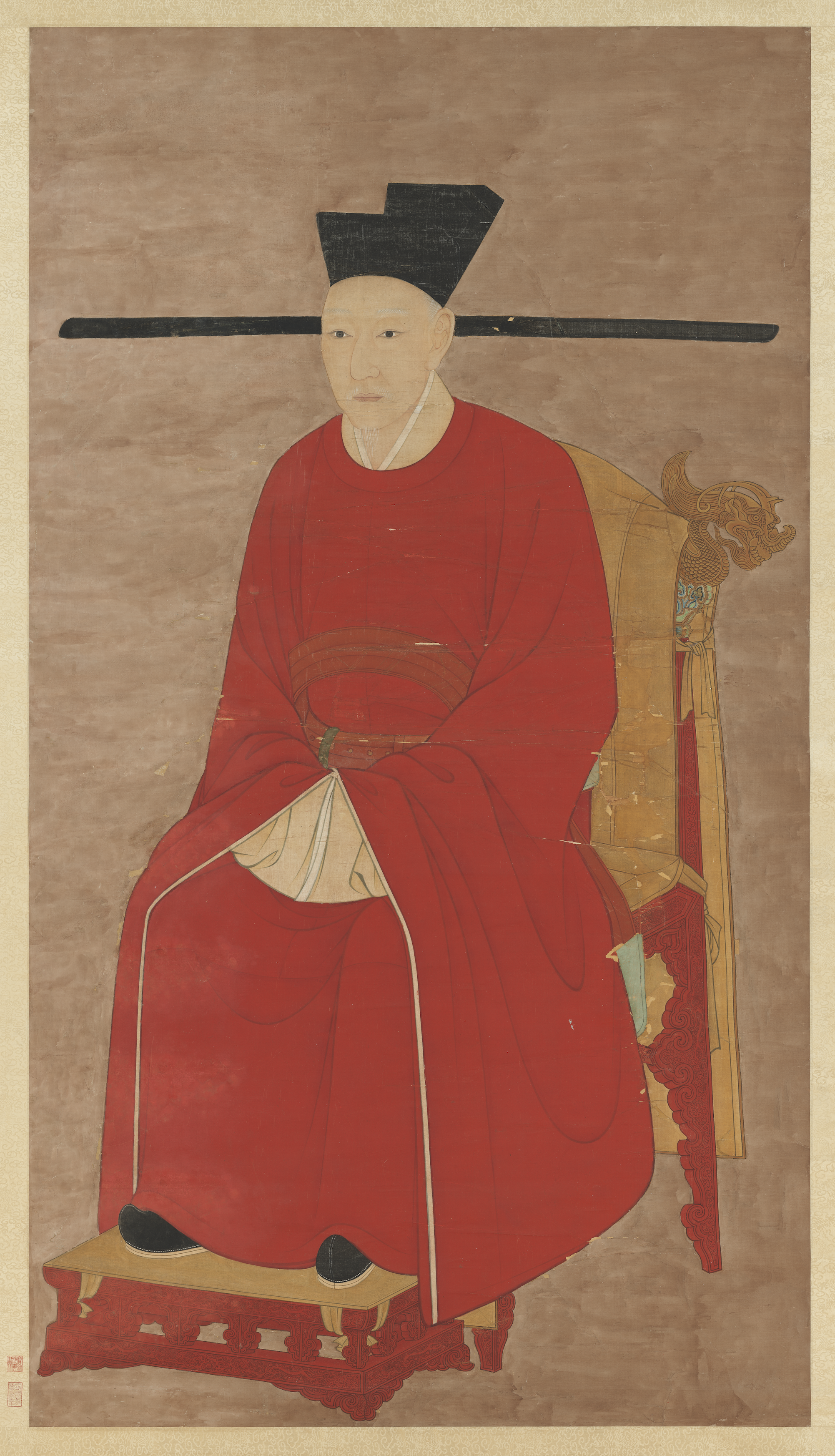
宋高宗像

高宗知道事已無法挽回，只好同意禪讓君位，朱勝非在一旁哭泣說自己身為宰相應下樓大罵叛軍且欲以死謝罪，高宗退卻左右說：「且看事情如何發展，如果失敗再死也不遲」。於是命令朱勝非向苗傅宣布讓位的條件，一是要像對禪位的宋徽宗一樣對待讓位的高宗，供奉需豐厚；二是讓位之後事情要聽太后及即位的幼君處置；三是下詔完畢後就和部隊回到營區；四是約束軍士，不可搶掠縱火、騷擾百姓。苗傅答應，高宗隨即下詔遜位，令兵部侍郎李邴起草詔書，表示「自即位以來，強敵欺凌到了淮河，都是為了朕而來，朕不忍生靈塗炭，宣布退位，朕有長子，在東宮培育德性，可即皇帝位，並恭請隆祐太后一起聽政。希望能消弭這天大的事變，撫慰人心，敵國知道了，能休兵和好。」高宗派朱勝非下城宣讀詔書，苗傅手下王鈞甫對朱勝非說：「苗、劉二人忠心有餘而學問不足」。宣詔完畢，叛軍即退去，喧鬧於市集並大叫「天下太平了！」杭州知州恐怕叛軍乘勢屠殺百姓，出城慰撫。
當天高宗就前往顯忠寺。隔天太后垂簾聽政，大赦，尊遜位的高宗為「睿聖仁孝皇帝」，並將顯忠寺改名為睿聖宮，只保留宦官十五人，其餘都編遣解散，苗傅等還派人前往探查，擔心高宗多留內侍。

### 平亂
苗傅和劉正彥當政後，立即与金人讲和，并想要改元及遷都金陵，太后和朱勝非擔心若兩件事都不答應會惹惱苗傅，只好答應改年號為明受，並以金陵靠近江北難以防禦金兵為由婉拒遷都。朱勝非知道苗、劉見識短淺，不難對付，便周旋於叛軍和太后之間，迷惑苗傅，使自己取得了單獨面見太后的權利，又试图策反苗傅的手下王世修、王鈞甫等。苗傅掌權後不久，貶宦官曾擇、藍珪到嶺南，並派殺手在半路上斬殺曾擇。又企圖以所部士兵代替禁軍守衛睿聖宮，甚至想劫持高宗到南方，都被張澄、朱勝非巧妙地阻止。
幾天後，駐防平江的張浚接到大赦的命令，知道情勢有變並通知駐守吳江的張俊起兵會合。駐防江寧的呂頤浩也得到消息，和部屬討論後確定為兵變，當即決定討伐，一方面派遣使者回杭州安撫叛軍，一方面寫信通知張浚和劉光世政變消息。
張浚當即在平江起兵，約劉光世和呂頤浩率兵到此會合，同時派馮轓到杭州勸苗、劉讓高宗復位，迷惑叛軍，也派遣從杭州逃出來的保義郎甄援到劉光世、韓世忠軍中宣傳起兵的消息。韓世忠和張俊也先後率兵至平江，聽候張浚調遣。張浚得到部屬要斷吳江橋反叛的密報，派韓世忠率部進至秀州阻止。苗傅得到消息後，打算扣押韓世忠的妻子梁氏及兒子為人質，朱勝非表示只要派這兩人到平江安撫韓世忠，事情就可解決，苗傅竟答應了他的建議。朱勝非不禁私自暗喜苗、劉兩人的無能。
馮轓回到平江後，張浚再度派他到杭州和苗、劉等聲明大義，苗傅曾聽說張浚已經集結重兵，但不相信，這時才驚覺已經遭到討伐，詔貶張浚為黃州團練副使、郴州安置，御史中丞鄭瑴上書為張浚開脫，又遣人密報張浚放慢行軍速度，使叛軍自行垮台。
叛軍派苗瑀和馬柔吉率赤心軍及王淵舊部駐紮臨平抵擋勤王軍，馮轓也入城內和苗傅商議，苗傅要拘留他，張浚得知後便偽造了一封書信給馮轓，內容是表述苗、劉是忠於朝廷的，且故意被苗傅拦截下來，苗傅看了張浚給馮轓的信後，信以為真，便放了馮轓。
隔天，張浚得到了被貶的消息，隨即和劉光世、張俊、韓世忠聯名傳檄天下勤王，從平江大舉出發聲討苗、劉。

### 高宗復位
苗、劉聞訊大為驚恐，被迫接受朱勝非和馮轓的提議，率百官奏請高宗復辟。高宗還宮後，詔尊太后為隆祐皇太后，恢復苗傅策立的幼君趙旉為太子，且故意任命苗傅為淮西制置使，劉正彥為淮西制置副使，將他們引出朝廷，隔天下詔恢復年號建炎。苗、劉二人要求高宗賜予免死的鐵券，免於追究他們政變的責任。當天，勤王軍到達叛軍駐紮的臨平，韓世忠率前鋒力戰，大破叛軍苗翊與馬柔吉，挺進北關。苗、劉二人率精銳兩千人，拿著高宗所敕賜鐵券，逃出杭州，同時命令手下縱火，但天降大雨，火不能起。
有學者稱高宗知道兩人學識不豐，在鐵券上寫著「除大逆外，餘皆不論」，苗、劉不察，以為安全了。此事史無記載，乃後人附會之說。太后與高宗居叛軍之中，朝不保夕，為了安撫苗、劉，兩賜鐵券，手詔韓世忠稱許苗、劉，甚至與苗、劉盟誓。高宗不至於此時在鐵券上另書文字，使苗、劉生疑。

## 後續
勤王軍劉光世、張浚、韓世忠、張俊、呂頤浩等入城，高宗握住韓世忠的手痛哭，並請求他除掉看守宮門、私通叛軍的吳湛，韓世忠隨即上前，裝作要和吳湛談話，折其中指將他逮捕，詔斬於市。高宗也下詔表示只追究苗傅、劉正彥、王鈞甫、馬柔吉、張逵等的責任，其他軍官士兵皆不追究，於是赤心軍背叛苗傅，王鈞甫想率軍投降，但其部下張翼等七人斬了王鈞甫、馬柔吉與其子忠、茂、憲及馬良輔、周祐，投降。王世修則是接受審判後斬於市。
苗傅、劉正彥兩人率軍逃亡，侵犯許多郡縣。劉正彥在浦城戰勝官軍乘勝追擊時被韓世忠擒獲，苗翊為部下所擒來獻，張逵率殘兵敗降遁入崇安，也被韓世忠派軍追而殺之。
苗傅則變更姓名為商人，與愛將張政逃至建陽，為土豪承節郎詹標察覺而逗留數日，張政自知不免，遂向詹標告發，詹標告知南剑州同巡检吕熙，吕熙告知福建路提点刑獄公事林杞，林惧怕张政分功，與熙合謀，使護兵殺張政于崇善境上，將苗傅交於韓世忠。於是韓世忠宣布班師，俘苗傅、劉正彥、苗傅弟弟苗翊三人以獻，7月22日，三人在建康府被寸斬酷刑殺害。劉正彥在行刑時大罵苗傅不用自己的計策，因而失敗。這時张逵、苗瑀及苗傅二子先已死，韓世忠献俘槛车几百輛。先付之大理狱，将尽殺诸市。大理少卿王衣對宋高宗說：「此曹在律俱当诛死。然其中妇女，有雇买及卤掠以从者，倘杀之，未免无辜。愿赐哀矜。」趙構矍然說：「卿言极是。朕思虑之所不到。」即下令除苗溥妻、劉正彥的妻子兒子殺死棄巿之外，其馀都释放，欢呼而出。
7月28日，趙構獨生子皇太子趙旉因為宮人蹴地上金爐有聲受驚引發的疾病病勢加重死亡。
宋高宗召武將范瓊入朝，范瓊驻军南昌，徘徊观衅，诏监察御史陈戬趨促其入朝，琼未拜诏，先陈兵见戬，且剥人皮恐嚇戬，戬不为动，慢慢地說：“将军不见苗刘之事乎？愿熟计。”范琼於是朝服北向谢恩，遂引兵入朝。張浚與樞密檢詳文字劉子羽密謀捕捉下獄，8月2日，宋高宗命令范瓊自殺，范瓊犹大呼不伏罪。其弟并三子，皆流广南，充公其家财。
高宗封賞平亂功臣，升呂頤浩特遷宣奉大夫，守尚書右僕射兼中書侍郎、御營使；升李邴為守尚書右丞；封韓世忠為少保、武勝、昭慶軍兩鎮節度使，御書「忠勇」讚揚其忠心，另外封其夫人梁氏為護國夫人。武將兼兩鎮節度使及功臣之妻受封賞皆始於此。張浚則自請前往川陝一帶防守，被封為宣撫處置使。
另外，高宗追贈王淵開府儀同三司，追康履「榮節」諡號。韓世忠因在卑微時曾受王淵賞識，此時知恩圖報安葬了王淵，为他料理身后事。

## 影響
宋高宗与之前的宋朝皇帝一样，本來就十分懼怕地方武力和將領擁兵坐大，這次的政變成了他心中揮之不去的陰影，使他終其一生都不再信任武將。他頻繁調度將領，達到「兵不識將，將不識兵」的目的，使南宋重文輕武的情形加劇。苗傅拿「徽欽」二帝仍在北方來質疑高宗皇位的正统性，以此為主要理由要求高宗退位，加深了高宗對军人专权及失去皇位的恐惧，但因局勢不穩及金兵的威脅下，高宗仍需要武将以对抗金兵的威脅，主战派及主和派在朝中形成均勢，直至定都杭州及高宗任用秦桧为止。
此兵变對高宗日後阻攔岳飛北伐、殺岳飞、與金朝達成紹興和議，偏安江南以保持半壁江山有一定程度的影響。趙構獨生子死亡再無生育被迫傳位於他人後代。

### 引用
1. ↑  《乾道臨安志·牧守 （页面存档备份，存于）》「建炎二年七月庚戌，以徽猷閣待制康允之知杭州，三年八月罷。是年十一月三日，改杭州為臨安府」
2. ↑  《宋史·卷475》「建炎三年二月壬戌，高宗從王淵議，由鎮江幸杭州。」
3. ↑  《宋史·卷475》「先是，王淵裝大船十數，自維揚來杭，杭人相謂曰：『船所載，皆淵平陳通時殺奪富民家財也。』」
4. ↑  《宋史·卷475》「內侍省押班康履頗用事，威福由己出；其徒奪民居，肆爲暴橫。」
5. ↑  《宋史·卷475》「時諸大將如劉光世、張俊、楊沂中、韓世忠分守要害，扈衛者獨苗傅。」
6. ↑  《宋史·卷475》「傅自負宿將，疾淵驟貴。正彥雖由淵進，淵檄取所予兵，亦怨之。」
7. ↑  《續資治通鑑·卷104》「傅、正彥以為由宦者所薦，愈不平，遂與世修及其徒王鈞甫、馬柔吉、張逵等謀先斬淵，然後殺內侍。鈞甫、柔吉，皆燕人，所將號「赤心軍」。」
8. ↑  《宋史·卷475》「傅部分既定，乃紿淵以臨安縣有盜，意欲使淵出其兵於外。」
9. ↑  《續資治通鑑·卷104》「傅等即部分兵馬，且使人告淵以臨安縣境有劇盜，欲出兵捕之。」
10. ↑  《續資治通鑑·卷104》「康履之從者有得小黃卷文書，卷末字兩行，曰『統制官田押，統制官金押。』履問：『此何謂也？』曰：『軍中有謀為變者，以此為信號，從之者書其名於後。』履密以奏。帝命履至都堂諭勝非，使召淵為備。」
11. ↑  《續資治通鑑·卷104》「覆曰：『略知。期以來早集於天竺寺，方諭其意，田即苗，金即劉也；詐言謀於城外以誤淵，使遣部曲出外耳。』勝非即召淵告之。」
12. ↑  《續資治通鑑·卷104》「日暮，淵遣一將將精兵五百人伏於寺側。是夜，城中驚惶，居民杜門不敢出，皆通夕不寐。」
13. ↑  《宋史·卷475》「明日，賊黨亦伏兵城北橋下，俟淵退朝，誣以結宦官謀反，正彥手殺淵，以兵圍履第，分捕內官，凡無須者盡殺之，揭淵首，引兵犯闕。」
14. ↑  《續資治通鑑·卷104》「苗傅，劉正彥令王世修仗兵城北橋下，俟王淵退朝，即摔下馬，誣以結宦官謀反，正彥手斬之。遂遣人圍康履家，分兵捕內官，凡無須者皆殺。」
15. ↑  《宋史·卷475》「中軍統制吳湛守宮門，潛與傅通，導其黨入奏曰：『苗傅不負國，止爲天下除害。』」
16. ↑  《宋史·卷475》「知杭州康允之聞變，率從官扣閽，請帝御樓」
17. ↑  《宋史‧卷475》「傅見黃屋，猶山呼而拜。帝憑闌呼二賊問故」
18. ↑  《宋史·卷475》「傅厲聲曰：『陛下信任中官，軍士有功者不賞，私內侍者即得美官。黃潛善、汪伯彥誤國，猶未遠竄。王淵遇敵不戰，因友康履得除樞密。臣立功多，止作遙郡團練。已斬淵首，更乞斬康履、藍珪、曾擇以謝三軍。』」
19. ↑  《宋史·卷475》「帝諭以當流海島，可與軍士歸營，且曰：『已除傅承宣使、御營都統制，正彥觀察使、御營副都統制。』」
20. ↑  《續資治通鑑·卷104》「帝諭以『內侍有過，當流海島。卿可與軍士歸營。』傅曰：『今日之事，盡出臣意，三軍無預焉。且天下生靈無辜，肝腦塗地，止緣中官擅權。若不斬履、擇，歸寨未得。』帝曰：『知卿等忠義，已除苗傅承宣使、禦營都統制，劉正彥觀察使、御前副都統制，軍士皆放罪。』傅不退，其下揚言：『我等欲遷官，第須控兩匹馬與內侍，何必來此！』」
21. ↑  《宋史·卷475》「賊不退。帝問百官計安出，浙西安撫司主管機宜文字時希孟曰：「禍由中官，不悉除之，禍未已也。」帝曰：「朕左右可無給使耶？」軍器監葉宗諤曰：「陛下何惜康履。」遂命吳湛捕履，得於清漏閣承塵中。傅即樓下腰斬履。」
22. ↑  《宋史·卷475》「帝不當，即大位，淵聖來歸，何以處也？」
23. ↑  《宋史·卷475》「帝使朱勝非縋樓下曲諭之。傅請隆祐太后同聽政及遣使與金議和。」
24. ↑  《宋史·卷475》「帝許諾，即下詔請太后垂簾。賊聞詔不拜，曰：『自有皇太子可立。』」
25. ↑  《續資治通鑑·卷104》「張逵曰：『民為貴，社稷次之，君為輕。今日之事，當為社稷百姓。』」
26. ↑  《續資治通鑑·卷104》「是日，北風勁甚，門無簾帷，帝坐一竹椅，無藉褥，既請太后禦樓上，即立楹側不復坐，百官固請，帝曰：『不當坐此矣。』」
27. ↑  《續資治通鑑·卷104》「太后不登樓，內侍報帝，密語帝曰：『太后欲出門諭諸軍，如何？』執政皆以為不可，曰：『若為邀去，奈何？』勝非曰：『必不敢！臣請從太后出，傳道語言，可觀群凶之意。』」
28. ↑  《續資治通鑑·卷104》「太后御肩輿出立樓前，二賊拜曰：『今日百姓無辜，肝腦塗地，望太后主張。』」
29. ↑  《續資治通鑑·卷104》「太后曰：『自道君皇帝任蔡京、王黼，更祖宗法度，童貫起邊事，所以招致金人，養成今日之禍，豈關今上皇帝事！況皇帝聖孝，初無失德，止為黃潛善、汪伯彥所誤，今已竄逐，統制豈不知！』」
30. ↑  《宋史·卷475》「傅曰：『臣等定議，必欲立皇子。』后曰：『今強敵在外，使吾一婦人簾前抱三歲兒，何以令天下？』」
31. ↑  《宋史·卷475》「正彥等號泣固請，因呼其衆曰：『太后既不允，吾當受戮。』遂作解衣狀，后諭止之。傅曰：『事久不決，恐三軍生變。』顧謂勝非曰：『相公何無一言？』勝非不能答。適顏岐至自帝前，奏曰：『皇帝令臣奏知太后，已決意從傅請矣，乞太后宣諭。』后猶不許，傅等語益不遜。」
32. ↑  《續資治通鑑·卷104》「太后還入門，帝遣白以事無可奈何，須禪位。勝非泣曰：『逆謀一至於此，臣位宰臣，義當死國，請下樓面詰二凶。』帝曰：『兇焰如此，卿往必不全。既殺王淵，又害卿，將置朕何地！』乃揮左右稍卻，附耳曰：『朕今與卿利害正同，當為後圖；圖之不成，死亦未晚。』」
33. ↑  《續資治通鑑·卷104》「遂命勝非以四事約束傅：一曰尊事皇帝如道君皇帝故事，供奉之禮，務極豐厚；二曰禪位之後，諸事並聽太后及嗣君處分；三曰降詔畢，將佐軍士即時解甲歸寨；四曰禁止軍士，無肆劫掠、殺人、縱火。如遵依約束，即降詔遜位。傅等皆曰：『諾。』」
34. ↑  《續資治通鑑·卷104》「帝顧兵部侍郎兼權直學士院李邴、令草詔，邴請帝禦劄。帝即所禦椅上作詔曰：『朕自即位以來，強敵侵淩，遠至淮甸，其意專以朕躬為言。朕恐其興兵不已，枉害生靈，畏天順人，退避大位。朕有元子，毓德東宮，可即皇帝位，恭請隆祐太后垂簾同聽政事。庶幾消弭天變，慰安人心，敵國聞之，息兵講好。』」
35. ↑  《續資治通鑑·卷104》「帝書昭已，遣人持下宣示。勝非至樓下，呼傅幕屬將佐問之，王鈞甫進曰：『二將忠有餘而學不足耳。』宣詔畢，傅、正彥麾其軍退，移屯祥符寺。時已未刻，帝徒步歸禁中。軍士退去，尚喧呼於市曰：『天下太平也！』」
36. ↑  《續資治通鑑‧卷104》「方事之未決也，康允之奏：『恐軍士乘勢攘殺，請出門慰撫。』乃見傅、正彥，告以故，正彥以一甲馬、二十甲士授之。允之周行進衢，杭人賴以安堵。」
37. ↑  《宋史·卷475》「是日，帝幸顯忠寺。甲申，太后垂簾，降赦，號帝爲睿聖仁孝皇帝，以顯忠寺爲睿聖宮，留內侍十五人，餘悉編置。」
38. ↑  《續資治通鑑·卷104》「傅等遣人伺察，恐匿內侍故也。」
39. ↑  《宋史·卷475》「傅欲改元，正彥欲遷都建康，太后謂勝非曰：『二事如俱不允，恐賊有他變。』己丑，改元明受。」
40. ↑  《宋史·卷475》「初，勝非奏，垂簾當二臣同對，今屬時艱，乞許獨對。恐賊疑，乃日引其徒一人與俱。傅入對，後勞勉之。賊喜，無所疑，故臣僚入對，得謀復辟。」
41. ↑  《續資治通鑑·卷104》「先是王世修見朱勝非，勝非諭曰：『國家艱難，可謂功名之秋。古人見機而作，能易亂為治，轉禍為福，在反掌間耳。亦有意於此乎？』世修喜曰：『世修無意從軍，因循至此；朝廷若有除授，固所願也。』勝非曰：『尋常等級序進，所以待常士；若能奮身立事，雖從官可即得。』世修益喜，於是為之往來傳道。」
42. ↑  《宋史·卷475》「甲午，貶曾擇、藍珪於嶺南，傅追斬擇。」
43. ↑  《宋史·卷475》「賊欲以所部代禁衛守睿聖宮，又欲邀帝幸徽、越，張澄、勝非曲諭止之。」
44. ↑  《宋史·卷475》「丙戌，赦至平江府，張浚知有變，不拜。」
45. ↑  《續資治通鑑·卷104》「浚語俊曰：『太尉知皇帝遜位之由否？此蓋苗傅等欲危社稷。』言未旋，泣數行下，俊亦大哭。浚諭決策起兵問罪，俊泣拜，且曰：『此事須侍郎濟以機術，勿令驚動官家。』浚哽噎首肯。」
46. ↑  《宋史·卷475》「丁亥，至江寧，制置呂頤浩遺浚書，痛述事變。浚乃舉兵。戊子，御營前軍統制張俊至平江，浚諭以起兵，俊泣奉命。」
47. ↑  《續資治通鑑·卷104》「頤浩即遣人入杭伺賊，並寓書於張浚、劉光世，痛述國家艱難之狀，別以片紙遺浚曰：『時事如此，吾儕可但已乎！』」
48. ↑  《續資治通鑑·卷104》「浚遂備奏兼檄報諸路，且約呂頤浩、劉光世會平江。」
49. ↑  《續資治通鑑·卷104》「張浚遣進士馮轓赴行在，請帝親總要務。」
50. ↑  《續資治通鑑·卷104》「初，保義郎甄援在城中，竊錄明受詔赦及二凶檄書以出，至餘杭門，為邏者所得，苗傅命斬之，援笑曰：『將軍方為宗社立功，奈何斬壯士！』傅嫚罵，且詰其故，援曰：『今誤國奸臣，多散處於外。願賚將軍之文，糾忠義之士，誅漏網以報將軍耳。』傅意解。劉正彥曰：『此未可信。』即令拘之。居數日，防禁少緩，更衣逾牆而出。至是見張浚於平江，援詭言嘗更服見睿聖皇帝於別宮，帝謂曰：『今日張浚、呂頤浩必起兵，劉光世、韓世忠、張俊等必竭力相輔，語令早來。』詞旨甚切。浚微察其意，不復問，即遣詣張俊軍，與其將士聞之，皆感慟，浚遂令援遍往韓世忠、劉光世諸軍宣諭。援明辯，善為說詞，諸將人人自以為帝所倚望，感泣自奮，繇是士氣甚振。」
51. ↑  《續資治通鑑·卷104》「始，張浚所部統領官安義，陰與傅合，欲代俊而奪其兵，乃斷吳江橋以應賊，浚即令韓世忠屯秀以伐其謀，世忠至秀，稱疾不行，造雲梯，冶器械，傅等始懼。」
52. ↑  《續資治通鑑》「初，苗傅聞韓世忠在秀州，取其妻梁氏及其子保義郎亮於軍中以為質。朱勝非聞之，乃好謂傅曰：『今當啟太后，招二人慰撫，使報知平江，諸人益安矣。』傅許諾。勝非喜曰：『二凶真無能為也！』太后召梁氏入見，封為安國夫人，錫予甚渥。後執其手曰：『國家艱難至此，太尉首來救駕，可令速來。』梁氏馳出都城，遇苗翊於塗，告之故，翊色動，手自悴其耳。梁氏覺翊意非善，愈疾驅，一日夜會世忠於秀州。」
53. ↑  《宋史·卷475》「馮轓至平江，浚復遣入責賊以大義，諭以禍福，期雖死無悔。傅等初聞浚集兵，未之信，及得浚書，始悟見討。奏請誅浚以令天下。詔責浚黃州團練副使，郴州安置。鄭瑴上疏謂浚不當責，密遣所親謝向變姓名告浚宜持重緩進，賊當自遁，浚然之。」
54. ↑  《宋史·卷475》「是日，賊遣苗瑀、馬柔吉將赤心隊及王淵舊部曲駐臨平，以拒勤王之師。馮轓至臨平，見馬柔吉，同縋入城。詰朝，與傅等議，傅曰：『爾尚敢來邪？』欲拘轓。浚逆知之，謬爲書遺轓，言客自杭來，知二公於朝廷初無異心，殊悔前書失於輕易。賊得浚遺轓書，大喜，乃釋轓。」
55. ↑  《宋史·卷475》「壬寅，浚得謫命，恐將士解體，紿曰：『趣召之命也。』是日，呂頤浩至平江，與浚對泣曰：『事不諧，不過赤族。』乃命幕客李承造草檄告四方討賊。」
56. ↑  《宋史·卷475》「賊聞勤王之兵大集，即呼馮轓、勝非議復辟。」
57. ↑  《宋史·卷475》「夏四月戊申朔，帝還宮，都人大說。帝御前殿，詔尊太后曰隆祐皇太后，立嗣君爲皇太子。辛酉，徙傅淮西制置使，正彥副之。庚戌，詔復建炎號。」
58. ↑  「傅、正彥見帝，請設盟誓，兩不相害。帝賜金勞遣。傅、正彥退詣都堂，趣賜鐵券，勝非命所屬檢詳故事，如法製造」（續資治通鑑卷一百五）
59. ↑  三月癸卯，太后詔：「御營都統制苗傅、副都統制劉正彥並賜鐵券」。三月丁未，「上乃賜韓世忠手詔曰：知卿已到秀州，遠來不易。朕居此極安寧。苗傅、劉正彥本為宗社，始終可嘉。卿宜知此意，徧諭諸將，務為協和，以安國家」。夏四月戊申朔下詔曰：「所有三月六日赦書應干恩賞等事，令有司疾速施行。敢有稽違，重寘典憲」（見建炎以來繫年要錄卷二十一、二十二）】
60. ↑  《宋史·卷475》「是日，頤浩、浚軍次臨平，苗翊、馬柔吉以兵阻河。韓世忠率先鋒力戰，俊、光世乘之，翊敗走。勤王兵進北關。二凶詣都堂，趣得所賜鐵券，引精兵二千，夜開湧金門遁。」
61. ↑  《續資治通鑑·卷105》「命其徒所在縱火；遇大雨，火不能起，遂遁。夜，尚書省檄諸道捕傅等。」
62. 1 2  袁騰飛著；人類出版社出版；ISBN 978-986-6722-71-4《兩宋風雲》第十篇：苗劉兵變
63. ↑  《續資治通鑑·卷105》「初，帝見韓世忠，握手語曰：『吳湛最佐逆，尚留朕肘腋，能先除乎？』世忠曰：『此易與耳。』時湛已不能自安，嚴兵為備。世忠詣湛，與語，手摺其中指，遂執以出；門下兵衛驚擾，世忠按劍叱之，無敢動者。詔戮湛於市。」
64. ↑  《建炎復辟記》
65. ↑  《續資治通鑑·卷105》「時帝命諸將，以罪止傅兄弟及劉正彥、鈞甫、柔吉、張逵，餘皆罔治。赤心軍士聞詔寬大，乃叛傅，鈞甫遂焚河梁以斷其路，率赤心之眾降於望。望使人受降書，未成，其前軍統領、右武大夫、歸州防禦使張翼等七人，謂鈞甫反覆，斬鈞甫及柔吉首以降」
66. ↑  《續資治通鑑·卷105》「監察御史陳戩鞫王世修於軍中，具伏同苗傅等謀亂狀，詔斬於市。」
67. ↑  《宋史·卷475》「賊寇浦城縣，夾溪而屯，據險設伏，以邀官軍，統制官馬彥溥死之。賊乘勝犯中軍，世忠瞋目大呼，揮兵直前，正彥墮馬，生禽之。」
68. ↑  《宋史‧卷475》「賊將江池殺孟皋、禽苗翊降，衆悉解甲。」
69. ↑  《宋史·卷475》「張逵收餘兵入崇安，喬仲福追殺之。」
70. ↑  《宋史·卷475》「傅棄軍變姓名夜遁建陽，土豪詹標覺之，執送世忠，檻車赴行在。壬寅，詔班師。」
71. ↑  《建炎以來系年要錄》卷二十三
72. ↑  《宋史·卷475》「秋七月辛巳，世忠軍還，俘傅、正彥以獻，磔於建康市。」
73. ↑  《續資治通鑑·卷105》「辛巳，韓世忠軍還，執苗傅、劉正彥、苗翊詣都堂，審驗畢，磔於建康市，梟其首。」
74. ↑  《續資治通鑑·卷105》「正彥臨刑，瞋目罵傅曰：『苗傅匹夫，不用吾言，遂至於此！』」
75. ↑  建炎以来系年要录/卷025
76. ↑  宋史紀事本末/卷65
77. ↑  三朝北盟会编/卷129
78. ↑  《續資治通鑑·卷105》「癸未，武勝軍節度使、御前右軍都統制韓世忠為檢校少保、武勝、昭慶軍節度使，賞平苗、劉之功也。帝遣使賜世忠金合，且禦書『忠勇』二字表其旗幟，又封其妻梁氏為護國夫人，給內中俸以寵之。將臣兼兩鎮，功臣妻給俸，皆自此始。」
79. ↑  《續資治通鑑·卷105》「浚請身任陝、蜀之事，置司秦、川，而別委大臣與韓世忠鎮淮東」
80. ↑  《續資治通鑑·卷105》「詔知樞密院事兼禦營副使張浚為宣撫處置使，以川、陝、京西、湖南、湖北路為所部。」
81. ↑  《續資治通鑑·卷105》「久之，詔贈淵開府儀同三司；而康履亦贈官，諡榮節。」
82. ↑  《續資治通鑑·卷105》「始，王淵識韓世忠於微時，待之絕等，至是世忠為請地厚葬，經紀其家。」

### 书籍
- 《宋史·卷475》 叛臣上
- 《續資治通鑑·卷104 105》
- 《建炎以來繫年要錄》
- 袁騰飛. . 人類出版社出版. : 第十篇：苗劉兵變. ISBN 978-986-6722-71-4.